# Sinan (rappare)
Sinan Yildiz, även känd som Sinan, född 7 mars 1999 i Sollentuna, är en svensk artist och rappare. 

## Biografi
Yildiz är uppvuxen i Sollentuna. Som 15-åring gav han ut sin första låt Malmvägen 191, som en hyllningslåt till sin hemort.[källa behövs] År 2016 slog Yildiz igenom med Stockholm City. År 2018 började han arbeta med Matte Caliste  och skrev ¨Min väg¨ som blev hans första professionella låt.

## Diskografi

### Studioalbum
- 2020 - Vem E Vem?
- 2020 - Min Vinkel